# Robinheia
Die Robinheia (englisch Robin Heights) sind eine Gruppe felsiger Berggipfel im ostantarktischen Königin-Maud-Land. Sie liegen in der Sverdrupfjella und trennen den Heibreen vom Tal Kvitsvodene.
Erste Luftaufnahmen entstanden bei der Deutschen Antarktischen Expedition (1938–1939). Norwegische Kartografen kartierten sie anhand geodätischer Vermessungen und mittels Luftaufnahmen der Norwegisch-Britisch-Schwedischen Antarktisexpedition (NBSAE, 1949–1952) und Luftaufnahmen der Dritten Norwegischen Antarktisexpedition (1956–1960). Namensgeber ist der australische Physiker Gordon de Quetteville Robin (1921–2004), Teilnehmer der NBSAE.